# Atheta xanthopus
Atheta xanthopus är en skalbaggsart som först beskrevs av Thomson 1856.  Atheta xanthopus ingår i släktet Atheta, och familjen kortvingar. Arten är reproducerande i Sverige.